# Мелантея
У грецькій міфології Мелантея або Мелантеа (англ.Melantheia or Melanthea; давньогрецька : Μελανθείας) - була дочкою річкового бога Алфея, і тому її можна зарахувати до наяд . Мелантея народила Посейдону Ейрену, на честь якої було названо колишнє Калаурея (Ейрене). Пізніше супутники братів Антуса та Гіпери назвали цей острів Антедонія та Гіперея . 